# Gut Stellichte
Das Gut Stellichte ist ein Rittergut und ehemalige Burganlage im Ortsteil Stellichte der Gemeinde Walsrode im niedersächsischen Landkreis Heidekreis.

## Geschichte

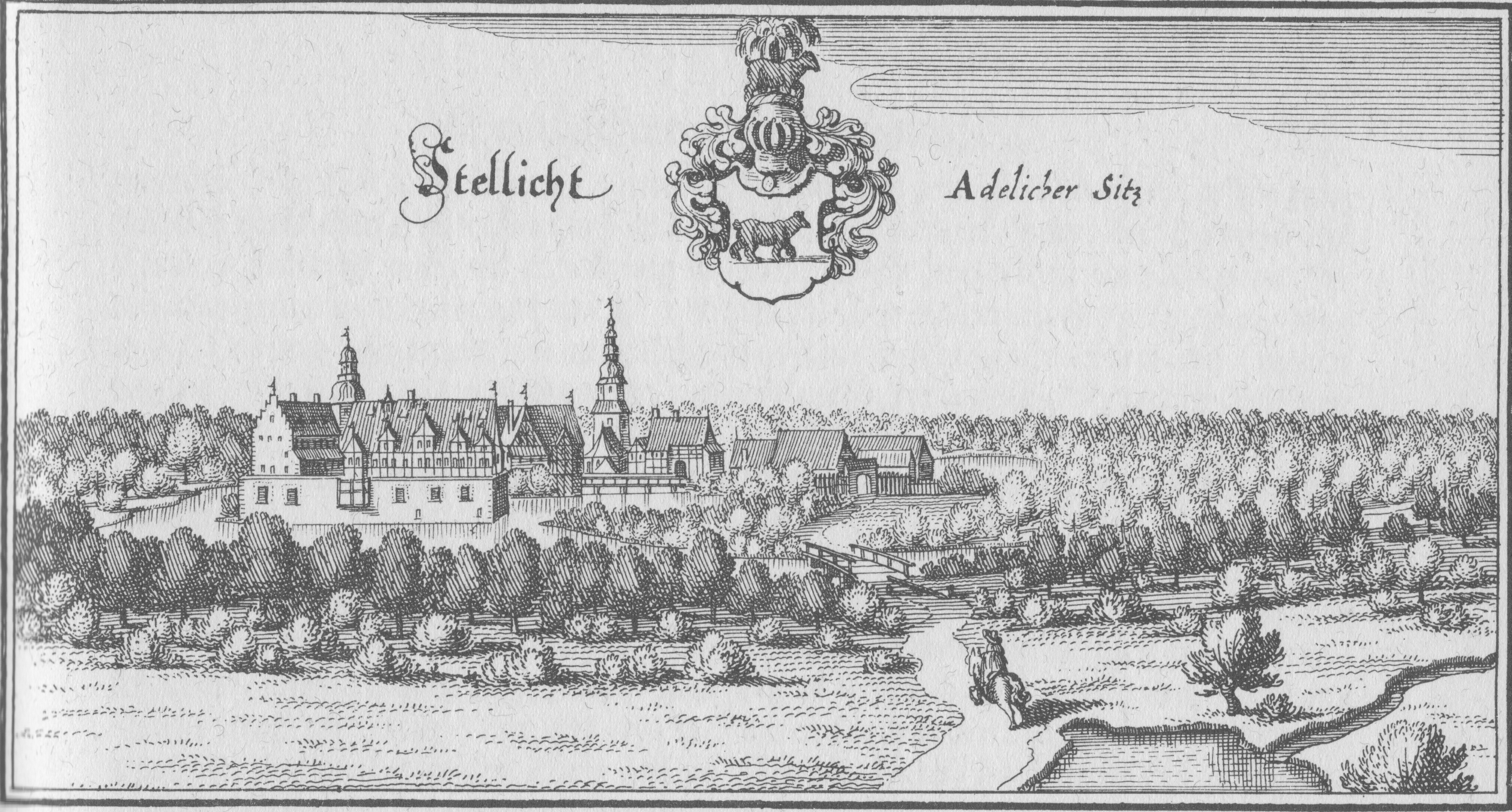
Schloss Stellichte im Merianstich von 1650

Die Burg Stellichte wurde vermutlich zu Beginn des 14. Jahrhunderts errichtet. Nach dem Amtsbuch des Klosters Walsrode war sie Eigentum der Herren von Schlepegrell, bis sie zu Beginn des 15. Jahrhunderts an das Herzogtum Lüneburg pfandweise abgetreten worden sein soll. Danach scheint die Burg erweitert oder neu errichtet worden zu sein, denn 1405 beklagte sich die Stadt Lüneburg über das neu erbaute Schloss. 1427 verpfändeten die Herzöge die Burg an das Bistum Verden, das sie ausbaute. Bis 1470 saß ein Amtmann des Bistums auf der Burg. 1470 übertrug Herzog Otto V. von Braunschweig-Lüneburg das Schloss dem Ritter Heinrich Behr. Zugleich erlaubte er, das Haus in Holz- und Mauerwerk auszubauen und mit Graben und Planken zu umgeben. Stellichte entwickelte sich zum Hauptsitz des hannoverschen Zweigs der Familie und gehört den Behr bis heute.
1479 wurde auf der gegenüber liegenden Seite der Lehrde eine Burgkapelle errichtet, auf der Dietrich von Behr der Jüngere (1575–1632), Geheimer Rat des Lüneburger Herzogs Christian der Ältere und Großvogt von Celle, 1608–1610 als Grablege für seine 1607 früh verstorbene Ehefrau Elise Magdalene, geb. von Bothmer nach dem Vorbild der Ende des 15. Jahrhunderts erbauten Celler Schlosskapelle die St.-Georg-Christophorus-Jodokus-Kirche errichten ließ, die 1754 zur Dorfkirche für Stellichte wurde. Im Laufe des 16. und frühen 17. Jahrhundert wurde die Burg zum Renaissanceschloss umgebaut. 1703/04 entstand anstelle des baufällig gewordenen Schlosses ein Neubau im Barockstil. 1902/03 wurde ein Mausoleum für die Familie im Stil der Neuromanik errichtet. 1931 wurde im Osten des Herrenhauses ein an den Baubestand stilistisch angepasster Flügel hinzugefügt.

## Beschreibung
Über die Gestalt der hochmittelalterlichen Burg sind keine Details bekannt. Der Stich von Matthäus Merian von 1650 zeigt ein gotisches Backsteinhaus mit Staffelgiebel, Fachwerkflügel und Treppenturm, das von einem breiten Wassergraben umgeben ist. Der Zugang wird durch zwei Torhäuser geschützt. Von der Vorburg mit dem Wirtschaftshof führt eine Brücke zur Hauptburg. Die heute noch vorhandenen Schlossgräben umfassen ein ca. 74 × 67 m großes Areal. Der barocke Neubau von 1703/04 nutzte die alten Kellergewölbe weiter. Er besteht aus einem zweigeschossigen Fachwerkbau mit Holzverkleidung und hohem Walmdach, ein massiver Anbau datiert in das Jahr 1931. Auf dem nördlich der Hauptburg gelegenen Wirtschaftshof befindet sich noch das Gerichtsgebäude aus dem 17. Jahrhundert, ein zweistöckiger Fachwerkbau.